# 多米尼克·卡明斯
多米尼克·麦肯齐·卡明斯（Dominic Mckenzie Cummings，1971年11月25日—），英國政客，曾任首相首席特别顾问、政治顾问及策略师。
卡明斯长期辅佐迈克尔·戈夫，2007至2014年间先后担任影子教育大臣政治顾问、教育大臣政治顾问，2014年因伯明翰学校木马行动被首相戴维·卡梅伦勒令解雇。2015年到2016年，卡明斯担任英國脱歐政治运动负责人並积极参加脫歐公投活动，最終公投成功通過。2019年获任英国首相首席特别顾问，被认为在政府中拥有极大影响力，於2020年11月13日辞职。

## 争议
2020年3月，星期日泰晤士报报道称，在前一个月的一次私人约会中，卡明斯声称，政府对冠状病毒的策略是 "群免疫，保护经济，如果这意味着一些养老金领取者死亡，那就太糟糕了"。唐宁街10号的发言人斥责这篇文章是"高度诽谤性的捏造"，其中 "包括一系列明显的会议引言，而这些引言都是编造的"。
3月30日，卡明斯在约翰逊感染COVID-19後三日出现同樣症状，他其後自我隔离。
4月27日，据说卡明斯参加了紧急情况科学咨询小组的会议。他敦促加快封城进度，并与科学家们一同支持关闭酒馆和餐馆。
5月22日，每日镜报和卫报联合调查称，警方在3月底和4月初在达勒姆市看到卡明斯。尽管在政府封锁期间出现冠状病毒症状，但他还是从伦敦的常住地前往探望父母的家（直线距离264英里（425）。这一行为违反了卡明斯自己参与制定的封城计划，警方及後与卡明斯交谈。5月23日，警方澄清指是卡明斯接觸他們，而他們只是在電話談及保安問題。调查结果公布后，苏格兰民族党领袖柏家輝和自由民主党领袖愛德·戴維在国会要求卡明斯辞职。工党方面则要求唐宁街对此事尽快给出解释。5月25日，尽管受到至少20名保守党议员与资深科学家指责他破坏公共卫生建议并要求他辞职，卡明斯在新闻发布会上拒绝辞职或因违反锁定而道歉。卡明斯强调，他开车去达勒姆市是因为他需要照顾孩子。卡明斯透露，他的妻子和孩子怀疑感染了新冠病毒后，一起被救护车送往了达勒姆市的医院，之后在医院过了一夜。卡明斯第二天离开伦敦隔离区去医院接他的妻儿，之后因担心妻儿会生病而前往达勒姆市为儿子寻找托儿服务。他強调，在怀疑与妻儿感染了新冠病毒期间，他自己和妻儿住在另一栋单独的单位里，并通过远距离与父母交流。卡明斯承认，他曾单独前往巴纳德城堡测试视力，以便更长的车程返回伦敦。卡明斯也否认有目击者声称他们曾于4月19日隔离期间，在达勒姆的蓝铃树林中散步是说法，坚称自己是按照自己制定的防疫规则的精神行事。卡明斯认为很多对于他愤怒是基于媒体对非真实的事件进行了错误的报道。英国首相约翰逊为卡明斯辩护，强调他是为了寄托孩子才出远门和测试视力的说法合情合理，许多保守党议员和内阁部长也在推特上支持卡明斯。英国工党、自由民主党和苏格兰民族党认员则不相信卡明斯的说法，强调他应为打破封锁措施一事公开道歉和辞职。5月26日，苏格兰事务副大臣道格拉斯·罗斯宣布辞职，以表达对多米尼克·卡明斯的不满。

## 延伸阅读
- McGee, Luke, , CNN, 21 August 2019  [2020-02-19], （原始内容存档于2021-01-25）